# Itsuki Someno
Itsuki Someno (jap. 染野 唯月, Someno Itsuki; * 12. September 2001 in der Präfektur Ibaraki) ist ein japanischer Fußballspieler.

## Karriere
Itsuki Someno erlernte das Fußballspielen in der Jugendmannschaft der Kashima Antlers sowie in der Schulmannschaft der Shoshi High School. Seinen ersten Vertrag unterschrieb er 2020 bei seinem Jugendverein Kashima Antlers. Der Verein aus Kashima spielte in der höchsten japanischen Liga, der J1 League. Bis Mitte 2022 absolvierte er für die Antlers 33 Ligaspiele. Im Juli 2022 wechselte er auf Leihbasis zum Zweitligisten Tokyo Verdy. Für Verdy bestritt er 16 Zweitligaspiele. Nach der Ausleihe kehrte er im Januar 2023 zu Verdy zurück. Im Juli 2023 wechselte er ein zweites Mal auf Leihbasis zu Tokyo Verdy. Am Ende der Saison 2023 wurde er mit Verdy Tabellendritter. In den Aufstiegsspielen konnte man sich durchsetzen und stieg in die erste Liga auf. Nach der Ausleihe wurde Someno im Januar 2025 fest von Verdy unter Vertrag genommen.